# Diplura nigridorsi
Diplura nigridorsi är en spindelart som först beskrevs av Mello-Leitao 1924.  Diplura nigridorsi ingår i släktet Diplura och familjen Dipluridae. Inga underarter finns listade i Catalogue of Life.